# Larssjön
Larssjön är en sjö i Örebro kommun i Närke och ingår i Norrströms huvudavrinningsområde. Sjön är 11 meter djup, har en yta på 0,0665 kvadratkilometer och är belägen 179,1 meter över havet.

## Delavrinningsområde
Larssjön ingår i det delavrinningsområde (659824-145510) som SMHI kallar för Mynnar i Åsbosjön. Medelhöjden är 190 meter över havet och ytan är 24,52 kvadratkilometer. Det finns inga avrinningsområden uppströms utan avrinningsområdet är högsta punkten. Smygarebäcken som avvattnar avrinningsområdet har biflödesordning 5, vilket innebär att vattnet flödar genom totalt 5 vattendrag innan det når havet efter 225 kilometer. Avrinningsområdet består mestadels av skog (79 procent). Avrinningsområdet har 2,21 kvadratkilometer vattenytor vilket ger det en sjöprocent på 9 procent. Bebyggelsen i området täcker en yta av 1,12 kvadratkilometer eller 5 procent av avrinningsområdet.